# Скалки (Виченца)
Скалки је насеље у Италији у округу Виченца, региону Венето.
Према процени из 2011. у насељу је живело 138 становника. Насеље се налази на надморској висини од 80 м.